# Меремінський Артур Йосипович
Меремінський Артур Йосипович (10 травня 1926, Житомир — 5 березня 2007, Рівне) — український еколог, веретинарний лікар, вчений, викладач, доктор ветеринарних наук, професор. Зробив внесок у розвиток ветеринарної та природоохоронної галузі на Рівненщині.

## Життєпис
Народився у Житомирі, закінчив там середню школу. У 1942—1944 роках навчався у Московській сільськогосподарській академії ім. К. А. Тимірязєва, у 1949 році закінчив Київський ветеринарний інститут.
У 1949—1960 роках працював завідувачем паразитологічного відділу Рівненської обласної ветеринарно-бактеріологічної лабораторії.
У 1960—1979 роках працював на Рівненській науково-дослідній ветеринарній станції. Розробив систему прогнозування фасціольозу та парамфістоматозу жуйних тварин. За це відкриття був нагороджений срібною медаллю ВДНГ (Виставки досягнень народного господарства).
У 1971 році захистив докторську дисертацію, був першим на Рівненщині доктором ветеринарних наук.
У 1979 році був делегатом ХХІ Всесвітнього ветеринарного конгресу у м. Москва.
У 1979—1997 роках — завідувач кафедри природничих дисциплін Рівненського державного педагогічного інституту. Розробляв і читав лекційні курси, проводив лабораторно-практичні заняття, публікував статті і методичні рекомендації, зокрема «Екологічне виховання під час вивчення основ ботаніки і зоології», «Про систему безперервної екологічної освіти у педагогічному вузі», «Навчально-польова практика в системі екологічного виховання майбутніх вчителів початкових класів», «Краєзнавчий напрям екологічної підготовки вчителів початкових класів» та інші.
З 1997 року — професор кафедри менеджменту організацій і зовнішньо-економічної діяльності Рівненського інституту слов'янознавства Київського славістичного університету.
Був нагороджений медаллю «Ветеран праці», знаком «Відмінник освіти України», Почесною Грамотою Українського товариства охорони природи.

## Коло наукових інтересів
- дослідження паразитарних захворювань сільськогосподарських та домашніх тварин

- біологія та екологія трематод
- боротьба з фасціольозом і парамфістоматоїдозом жуйних тварин на Поліссі України
- вивчення унікальних ландшафтів, рідкісних та зникаючих видів флори і фауни Рівненщини та їх збереження[3]

## Наукові праці і публікації
Автор численних статей і публікацій, зокрема:
- «Прогнозування фасціольозу і парамфістоматоїдозу жуйних тварин» (Київ, 1970)
- «Інвазійні хвороби сільськогосподарських тварин», співавтор (Київ, 1980)
- «Природа України та її охорона», співавтор (Рівне, 1993)
- «Туризм і охорона природи», співавтор (Рівне, 1993)
- «Основи екології: Соціоекологічний аспект»(Рівне, 1999)
- «Заповідними стежками», співавтор (Рівне, 2001)
- «Рідкісні рослини і тварини Рівненщини» (Рівне, 2002)
- «Ландшафти і рослини Поліського краю» (Рівне, 2005)[2]

## Громадська діяльність
- входив до складу президії Обласного товариства охорони природи[2]
- був лектором Обласного товариства «Знання»[2]
- пропагував здоровий спосіб життя серед учнівської і студентської молоді[2]